# Borgonha Transjurana

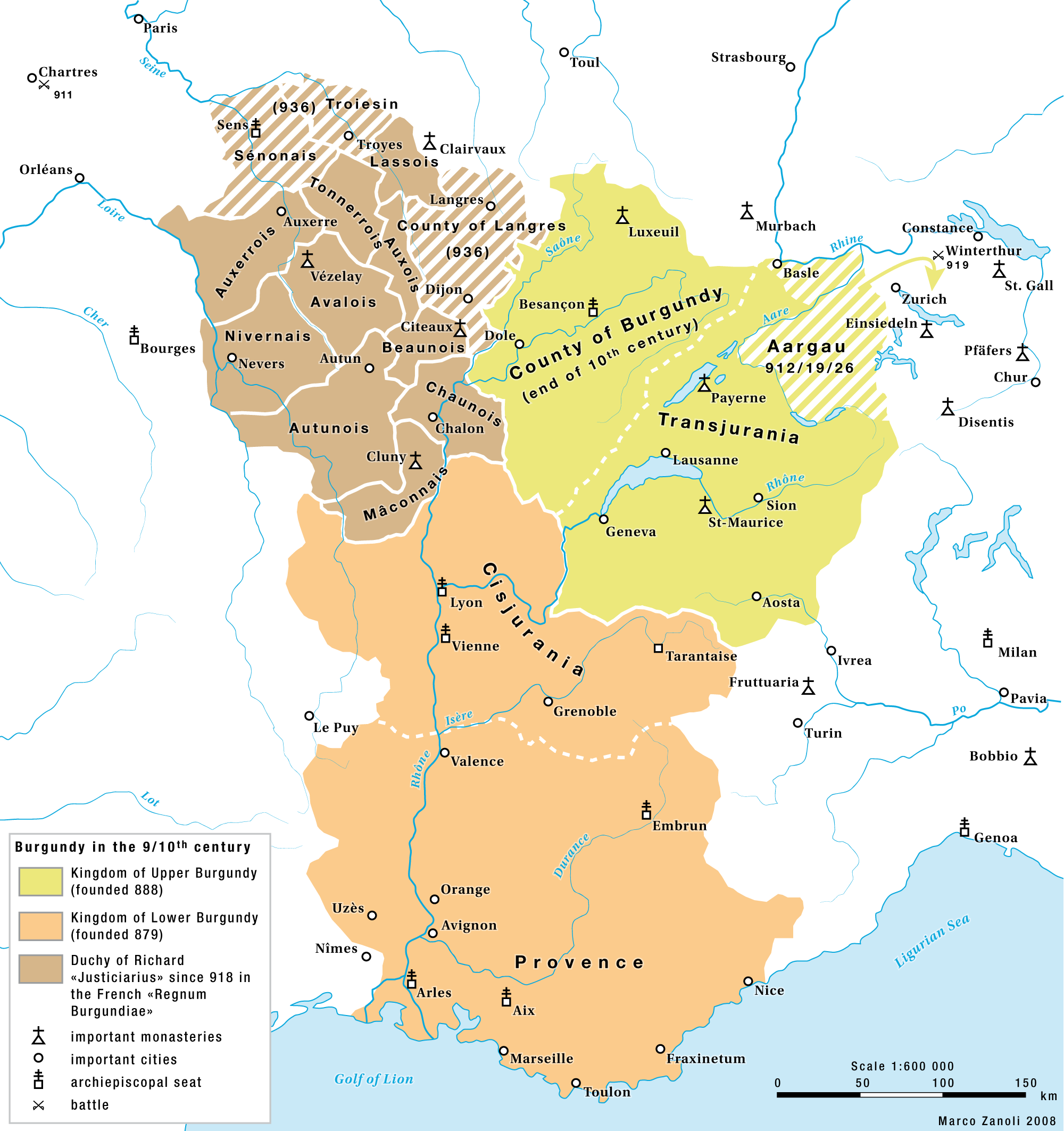
Alta Borgonha, em 888 (Transjurana + Condado da Borgonha)
Baixa Borgonha, em 879
Ducado da Borgonha de Ricardo, Justiceiro

A Borgonha Transjurana é um espaço territorial localizado na actual França e que foi instituído como reino sob a denominação de Reino da Borgonha Transjurana também denominado Reino da Alta Borgonha ou Reino da Borgonha Transjurana , tendo existido entre 888 e 933. 
Este reino medieval numa posição mais ou menos central no território da actual França, foi criado a partir dos antigos reinos dos burgúndios, em ambos os lados das montanhas do Jura, entre a Suíça ocidental de língua francesa, o Vale de Aosta, de língua italiana e do vale do rio Sona, tendo isto acontecido como resultado da decomposição da França política medieval resultante dos conflitos ocorridos após a morte do Imperador do Império Romano-Germânico, Lotário I (795–855). 
Este reino foi o núcleo do Reino de Arles, também denominado como Reino de Borgonha, onde se integrou desaparecendo como assim como uma unidade política.
O território deste reino estendia-se por uma área corresponde a grande parte da Suíça (as partes a oeste da linha Brünig-Napf-Reuss, incluindo a Suíça romanda, os cantões de Berna e de Aargau e Valais) e França as região de Franco-Condado, bem como partes adjacentes dos departamentos franceses de Alta Saboia e Ain, e o Vale de Aosta, que atualmente faz parte da Itália.

## Origens do reino
No Império Carolíngio após o Tratado de Verdun
o Tratado de Verdun assinado em 843 foi um acordo entre os filhos de Luís, o Piedoso, que dividiu o grande Império Carolíngio em três, duas entidades políticas bastante homogéneas e um conglomerado de territórios entre os dois primeiros:
- Frância Ocidental ficou para o filho mais novo, Carlos II de França, "o Calvo", no que será o precursor da atual França.
- Frância oriental ficou para Luís, "o Germânico", e o germe da atual Suíça, Alemanha e Áustria.
- Frância Média ficou para o filho mais velho e herdeiro do título imperial, Lotário I, o território que, em teoria, contendo a capital original do império Carolíngio (Aquisgrano), o cemitério imperial (Metz acolheu os restos mortais de Luís, "o Piedoso"), no norte da Itália e o protetorado do papa de Roma.Este território parecia destinado à supremacia imperial sobre os outros, no entanto tal não aconteceu e acabou dividido entre Carlos II de França e Luís, "o Germânico".